# Quercus elevaticostata
Quercus elevaticostata — вид рослин з родини букових (Fagaceae), ендемік Китаю.

## Опис
Вид досягає заввишки 20 метрів. Гілочки пурпурно-коричневі, голі, з дрібними фігурними сочевичками. Листки від вузько еліптичних до еліптично-ланцетних, голі, 5–15 × 2–4 см; верхівка гостра; основа клиноподібна; край віддалено зазубрений біля вершини; верх зелений; низ сіро-зелений; ніжка листка завдовжки 10–25 мм. Жолуді від еліпсоїдних до яйцювато-еліпсоїдних, завдовжки 1.5–2.2 см, в діаметрі 1–1.2 см, закриті на 1/3 чашечкою, дозрівають у перший рік.

## Середовище проживання
Ендемік південно-східного Китаю.
Місце існування Q. elevaticostata недостатньо відоме, але, як і інші дуби в регіоні, ймовірно, трапляється в субтропічних або помірних гірських лісах.